# Justicia baillonii
Justicia baillonii är en akantusväxtart som beskrevs av S. Elliot. Justicia baillonii ingår i släktet Justicia och familjen akantusväxter. Inga underarter finns listade i Catalogue of Life.